# Agapetes hookeri
Agapetes hookeri là một loài thực vật có hoa trong họ Thạch nam. Loài này được (C.B.Clarke) Sleumer mô tả khoa học đầu tiên năm 1939.